# Palacio de los Páez de Castillejo (Córdoba)
El palacio de los Páez de Castillejo es un edificio renacentista del siglo XVI ubicado en la ciudad de Córdoba, España, en la plaza de Jerónimo Páez, cuyo nombre se hará patente en 1680, en pleno Centro histórico de Córdoba, por lo que entraría en los límites de Patrimonio de la Humanidad. Actualmente es la sede del Museo Arqueológico de Córdoba.  

## Descripción

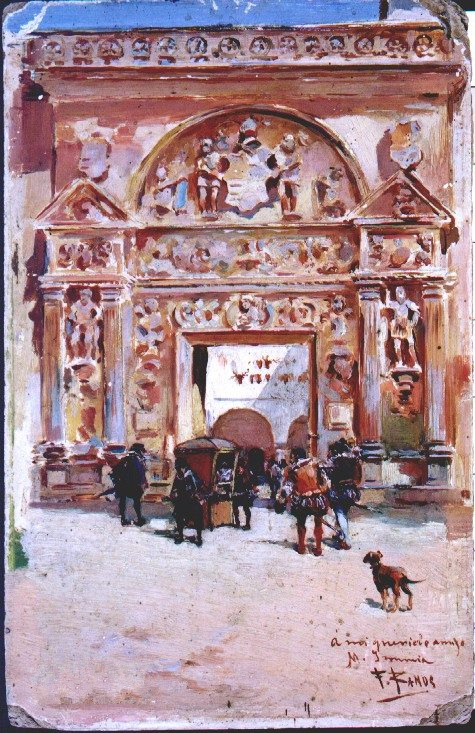
Portada del edificio, por el pintor Francisco Ramos.

Este palacio de corte renacentista se ubica en la antigua plaza de los Paraísos sobre lo que fueron los jardines del palacio de alfaquí Ybrahim Ben Nacer. Fue una zona muy ocupada desde el periodo romano con la consolidación del Teatro erigido hacia el 15 a. C. y posteriormente arrasado hacia el siglo III, quedando en ruina y siendo la principal fuente de material en la construcción del palacio de Maximiniano Hercúleo de Cercadilla.
Tras la conquista de Córdoba a manos del rey castellano Fernando III en 1236, se observa una gran vitalidad en la zona protagonizada por las estancias de las casas de Ybrahim Ben Nacer, cedidas a Martín Ruiz de la Cerca en 1241 por la ayuda prestada durante la contienda de la conquista de la ciudad. Con la muerte de este pasan a manos de su hijo, quien las cederá, a su vez, a su hija: Toda Martínez. El conjunto de pequeñas casas volverá a pasar a nuevas manos, siendo el Cabildo el dueño de las mismas, quien las venderá, una vez más, a Fernán Páez de Castillejo, para terminar de esta forma bajo la posesión de Luis Páez de Castillejo, caballero de los Veinticuatro de Córdoba y quien conformará la imagen del actual palacio.

## Obras y modificaciones arquitectónicas

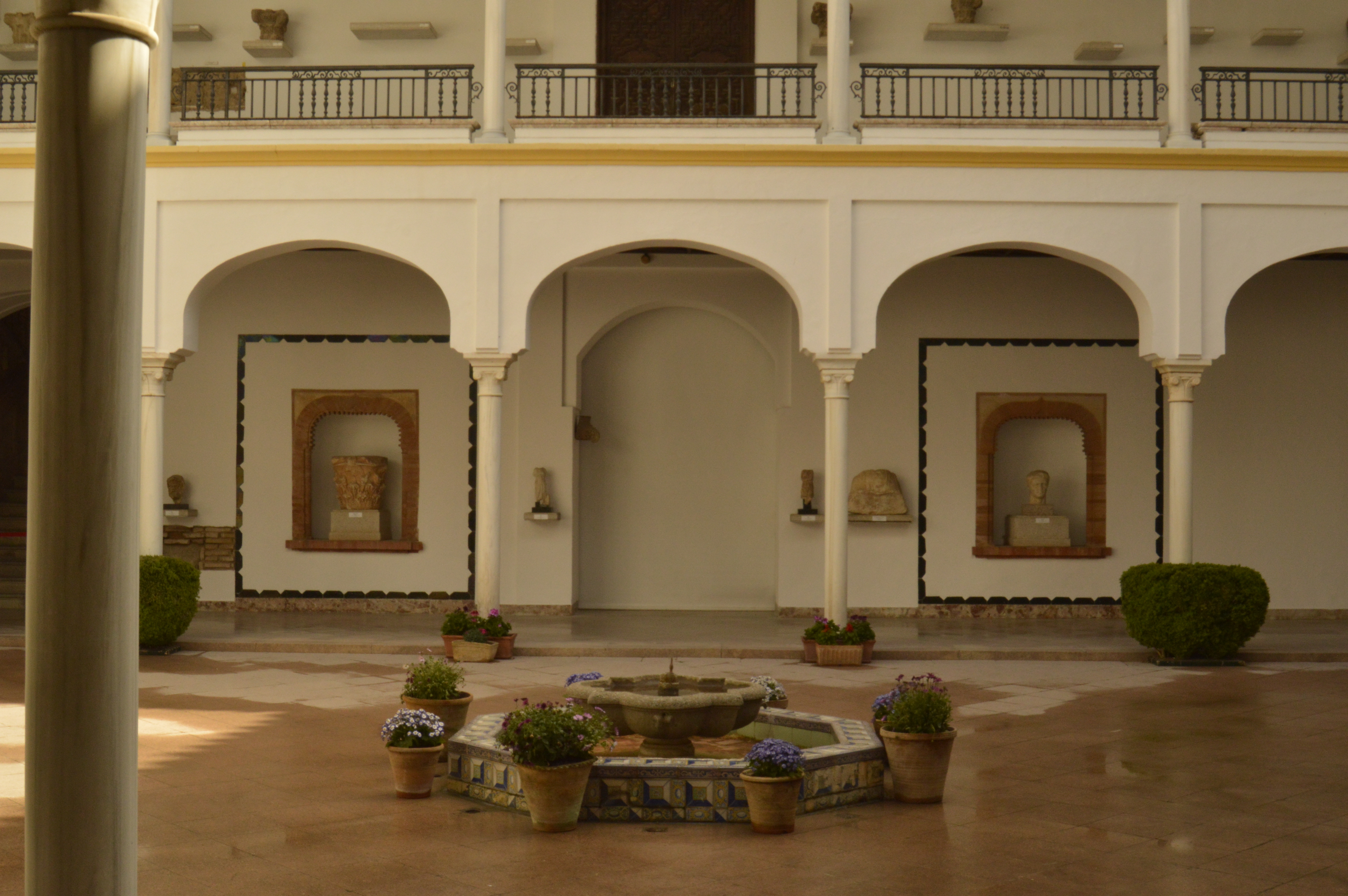
Patio II del palacio de los Páez de Castillejo.

La designación de este lugar, por parte de don Fernán como principal del Mayorazgo de los Páez de Castillejo, conllevó un ennoblecimiento de las estancias. Una de las primeras intervenciones fue la realización de la escalera principal labrada por Gonzalo Rodríguez, tal y como consta en escritura del 28 de febrero de 1498. De suma importancia es la cubierta mudéjar trazada por Bartolomé Muñoz, siguiendo la tipología de par y nudillo. Pactada el 2 de marzo del mismo año que entrará en consonancia con motivos arquitectónicos mudéjares. Sin embargo, dicha escalera proyectada por Gonzalo Rodríguez será la base de la actual edificada a mediados del siglo XVI por Hernán Ruiz II.
Hernán Ruiz II elaborará, de igual forma, el patio principal a fecha de 12 de abril de 1538 mediante la construcción de cuatro arcadas superpuestas sobre capiteles y columnas dóricas.

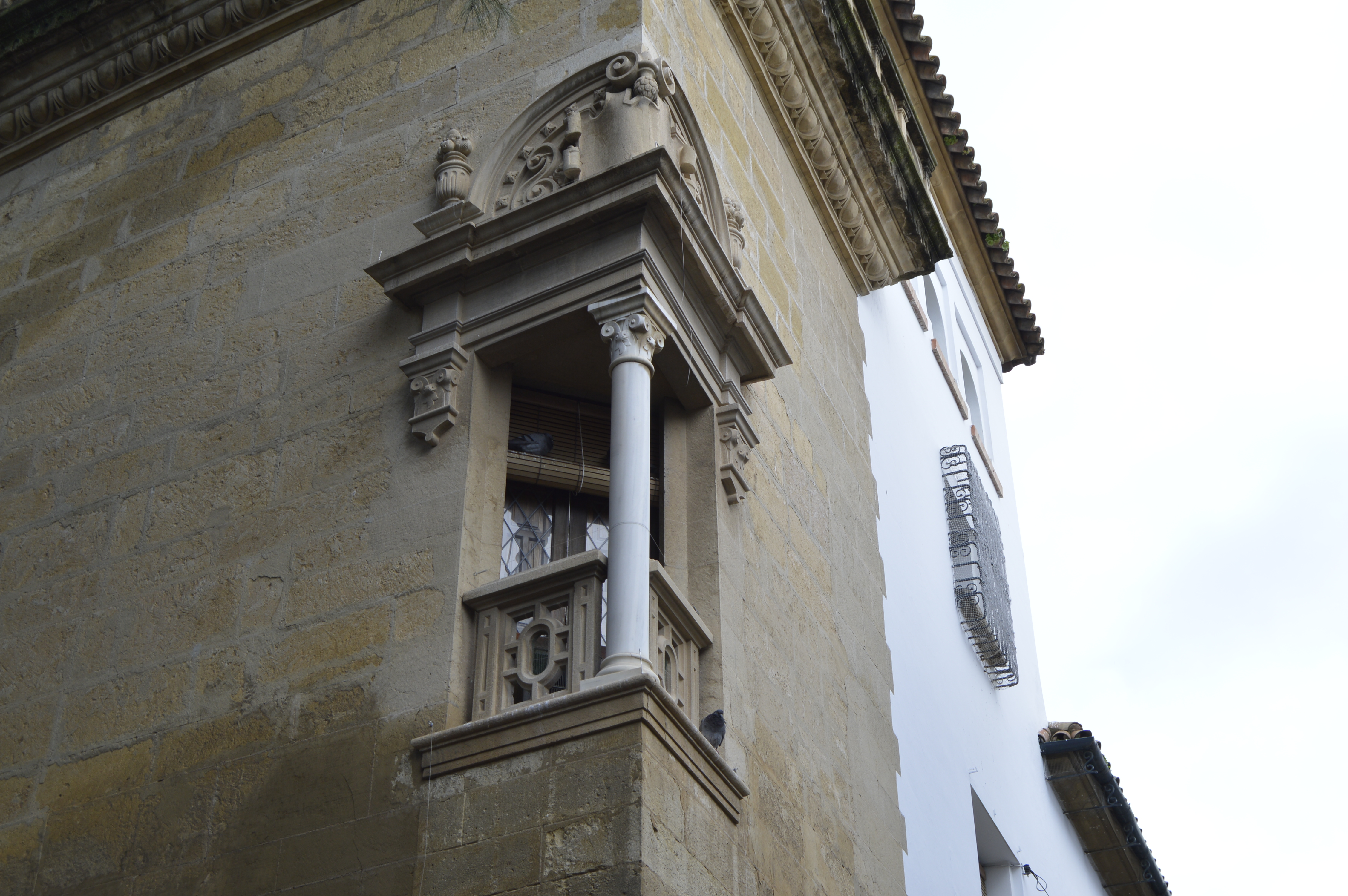
Balconcillo en esquina.

#### La portada
Pero sin duda, una de las empresas más características del palacio es su portada principal y el programa iconográfico: dicha obra se comenzó el 22 de abril de 1540, habiéndose previamente contratado el día 3 del mismo mes a Hernán Ruiz II y Sebastián Peñarredonda. La decoración correrá por parte de los artistas, Francisco Jato, Francisco Linares y Juan de Toribio.

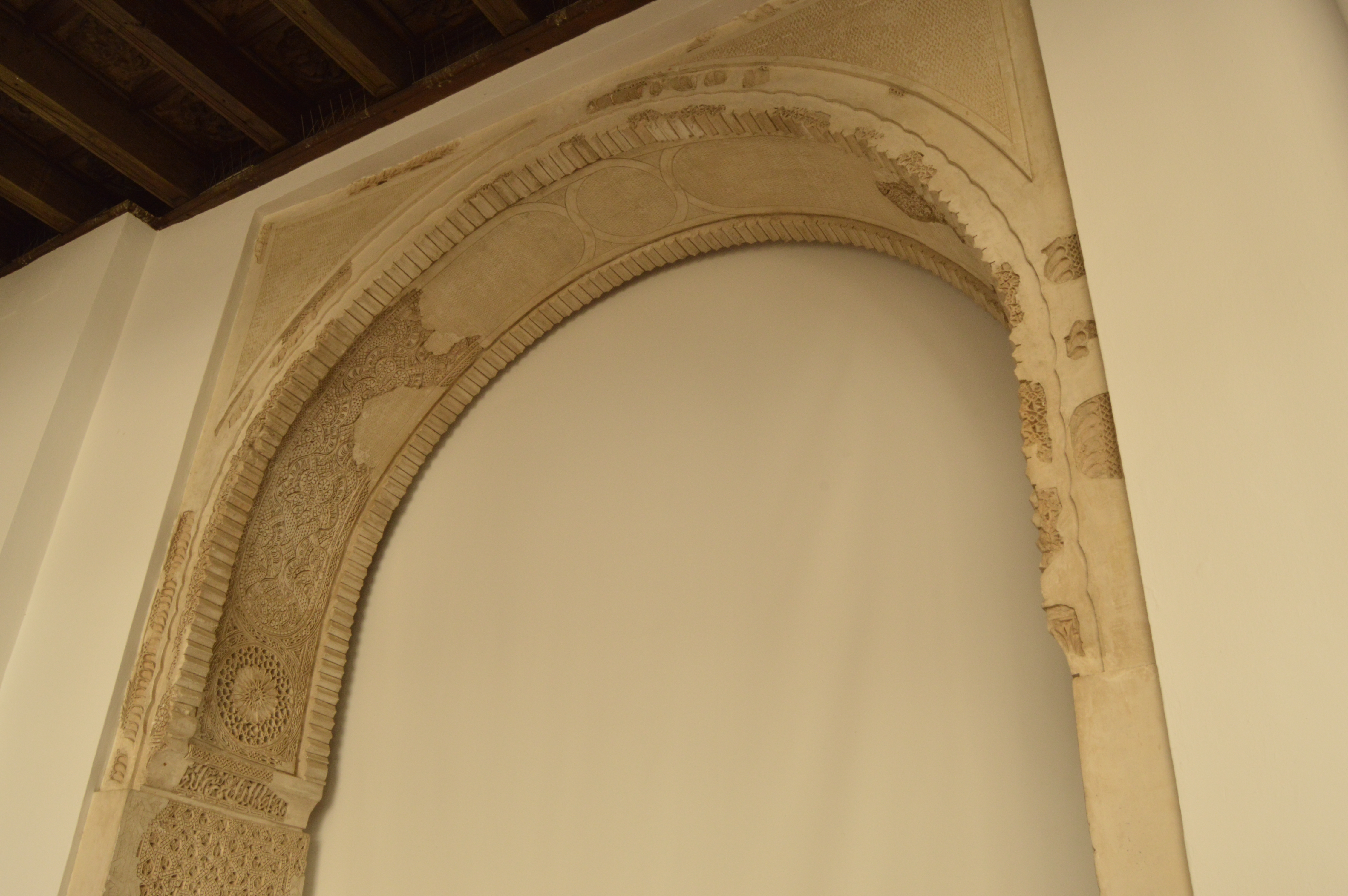
Arco mudéjar.

Respecto a su plano formal, sigue los patrones ya establecidos por su padre en la iglesia de San Juan de Hinojosa del Duque en 1538 mediante la incorporación de un arco triunfal formado por dos parejas de columnas sobre podio las cuales a su vez sustentan un friso rematado por una cornisa. El plano central lo protagoniza un vano adintelado coronado por un friso y un arco de medio punto cegado con la heráldica de la familia flanqueada por dos tenantes. Pero aun así, los elementos arquitectónicos quedan a la sombra del extenso programa iconográfico que atesora: con base en esto se representan diversos héroes y guerreros de la tradición occidental que vendrían a solucionar la legitimación de los Páez.
Así, este arco triunfal vendría a ser uno de los primeros en tratar el tema de la Mansión del Guerrero mediante el tamiz clasicista, siendo ya el tema del adorno de las virtudes del guerrero, una tesis ampliamente utilizada en el medievo. De la misma intervención formará también parte el balconcillo en esquina que linda con la plaza y la actual calle Marqués del Villar. Este, al igual que la portada, seguirá unos cánones clásicos. E igualmente se hace uso de la forma de un arco donde se insertan volutas y una cartela en el centro que arrancan de un entablamento esquinado soportado por una columna. Todo este esquema arquitectónico vendría a ser una solución que saldaría el carácter angulado del mirador en la confluencia de estas dos calles.

## Uso contemporáneo
Con la extinción del linaje de los Páez, el palacio pasará por varias manos recayendo en la Casa de Alba, quien lo cederá a Juan Manuel de Trevilla. Según Miguel Muñoz Vázquez, durante este periodo no se acometieron obras de notable importancia. 
Para remontarse a grandes modificaciones habrá que fijarse en mediados del siglo XX, cuando por Orden del 23 de diciembre de 1944 se autoriza la modificación del palacio para dar cabida al Museo Arqueológico de Córdoba. Esta obra fue acometida por Félix Hernández Giménez siguiendo una política integradora, tal y como en el siglo XVI había realizado Hernán Ruiz II con el hallazgo del vano mudéjar. Tres años más tarde, se descubre uno de los lugares que le dará singularidad al Palacio: las escaleras del Patio III conocido como Patio romano y dotado de varias interpretaciones, relacionadas con infraestructuras de época romana. Poco a poco, las salas de este antiguo palacio se irán llenando con pasado material cordobés y se verá la necesidad de crear una nueva extensión que verá la luz en 2011 en solares colindantes.

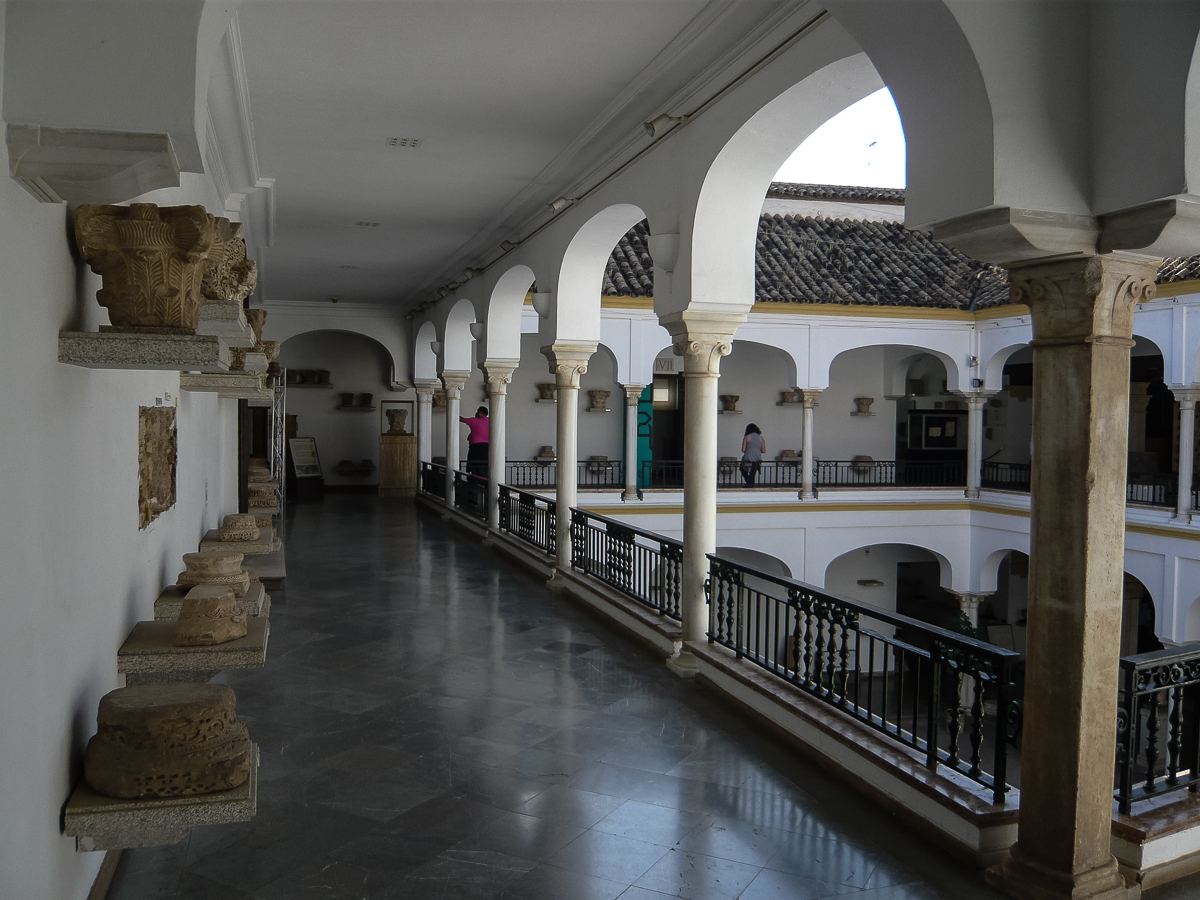
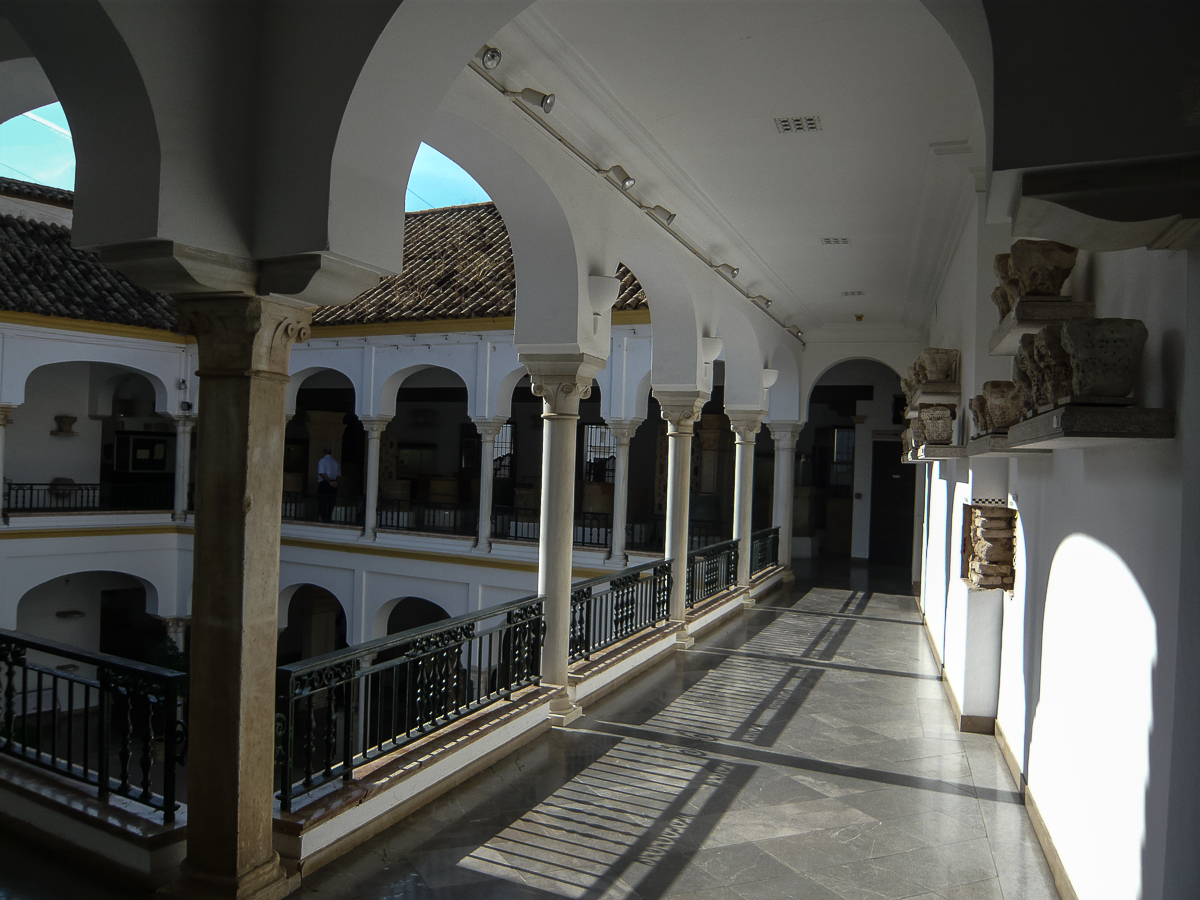
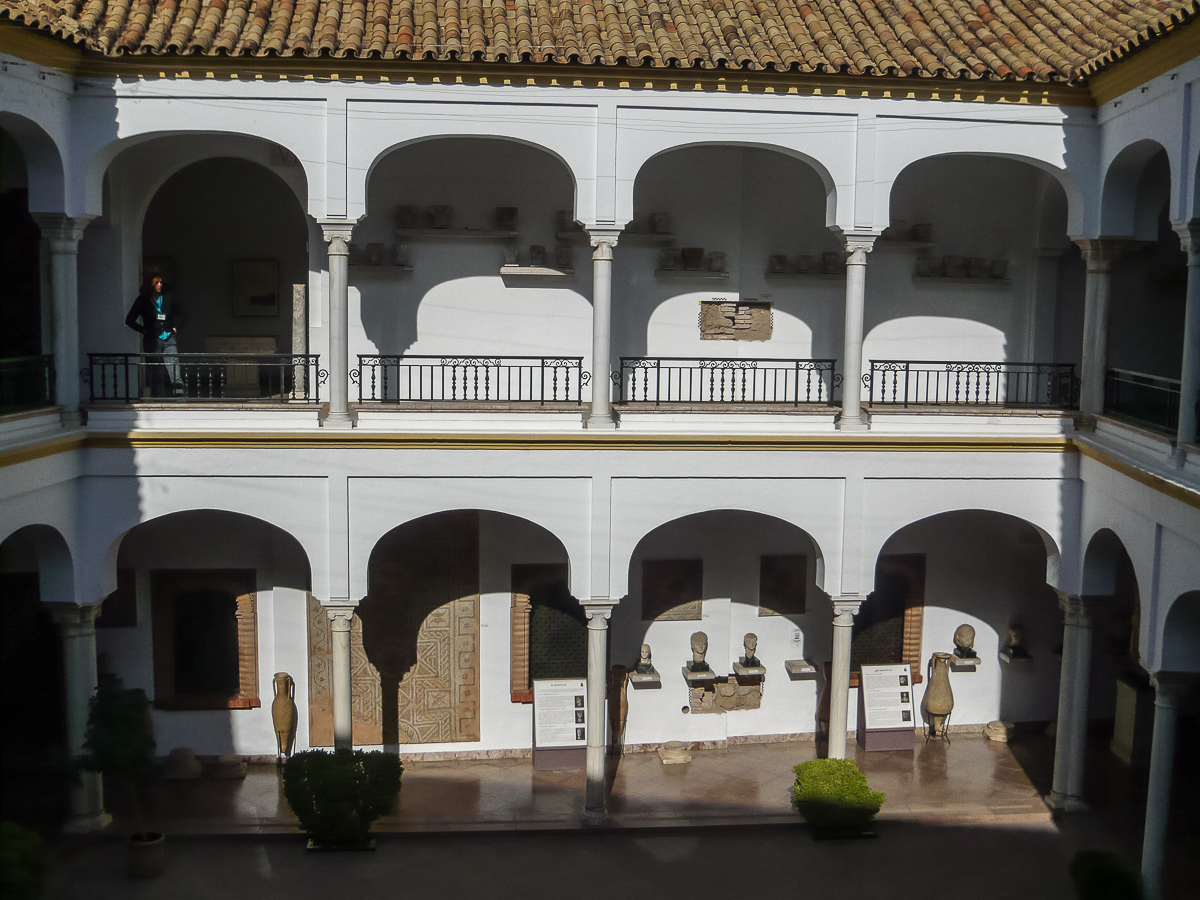
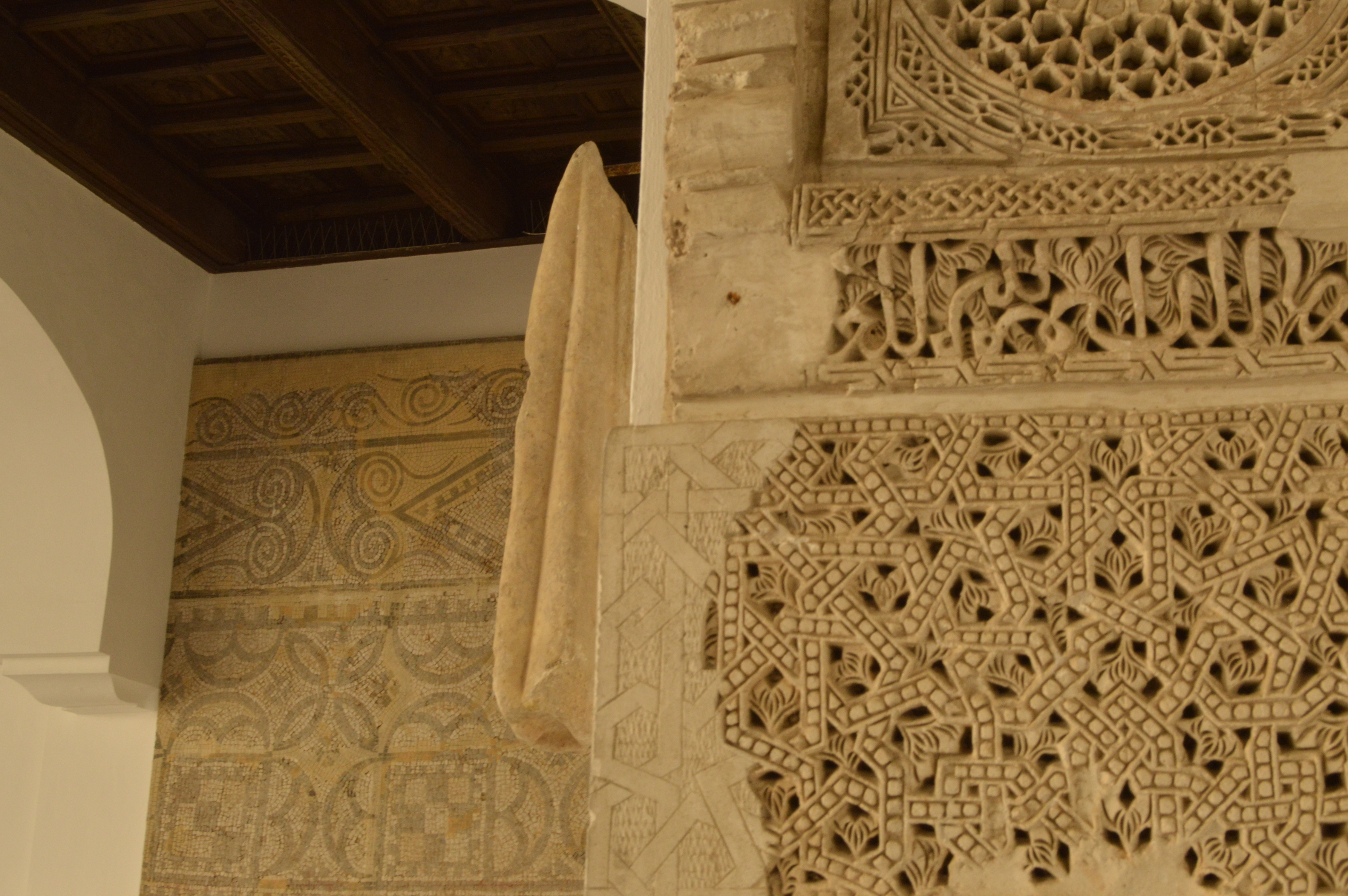
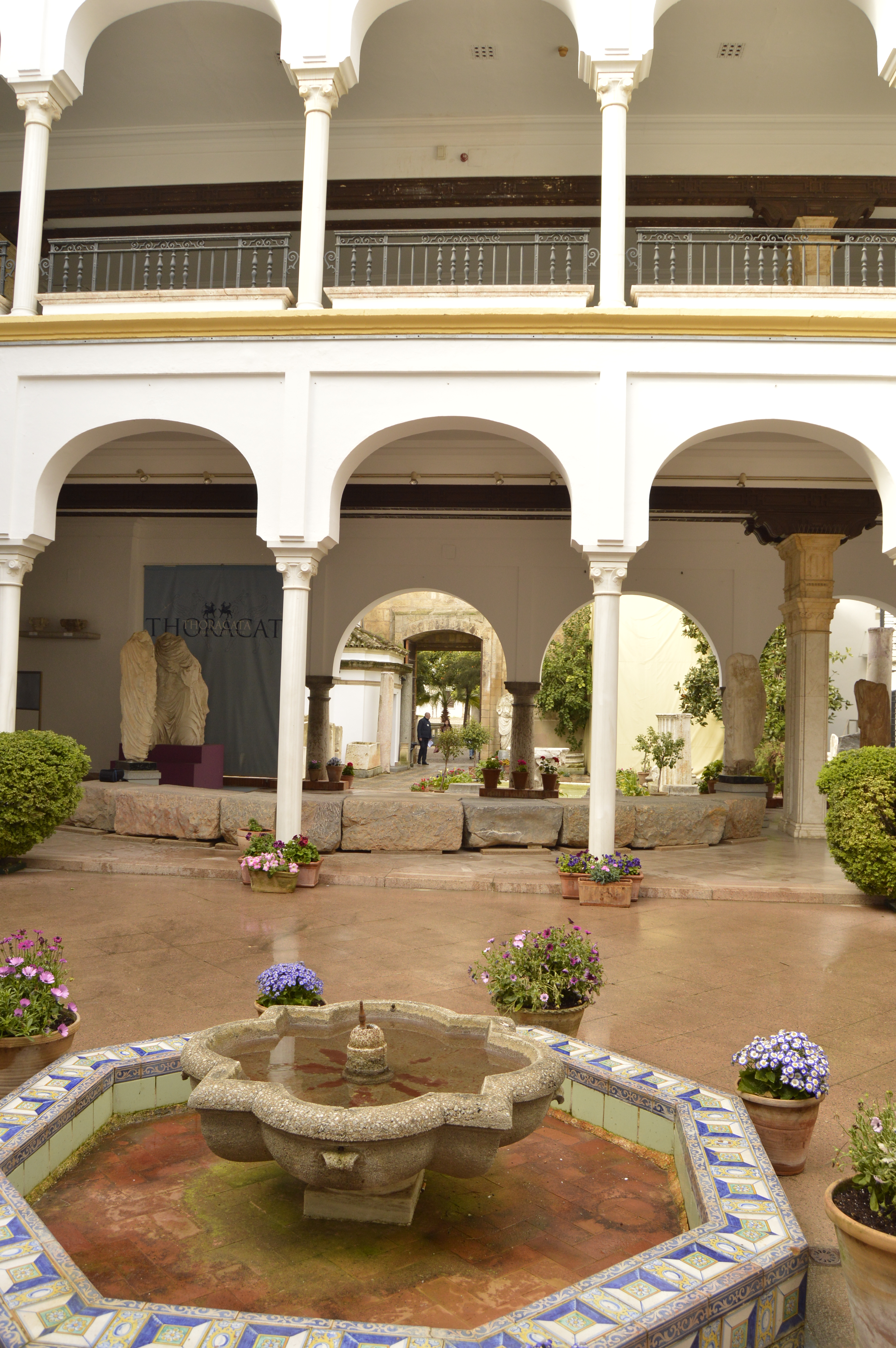
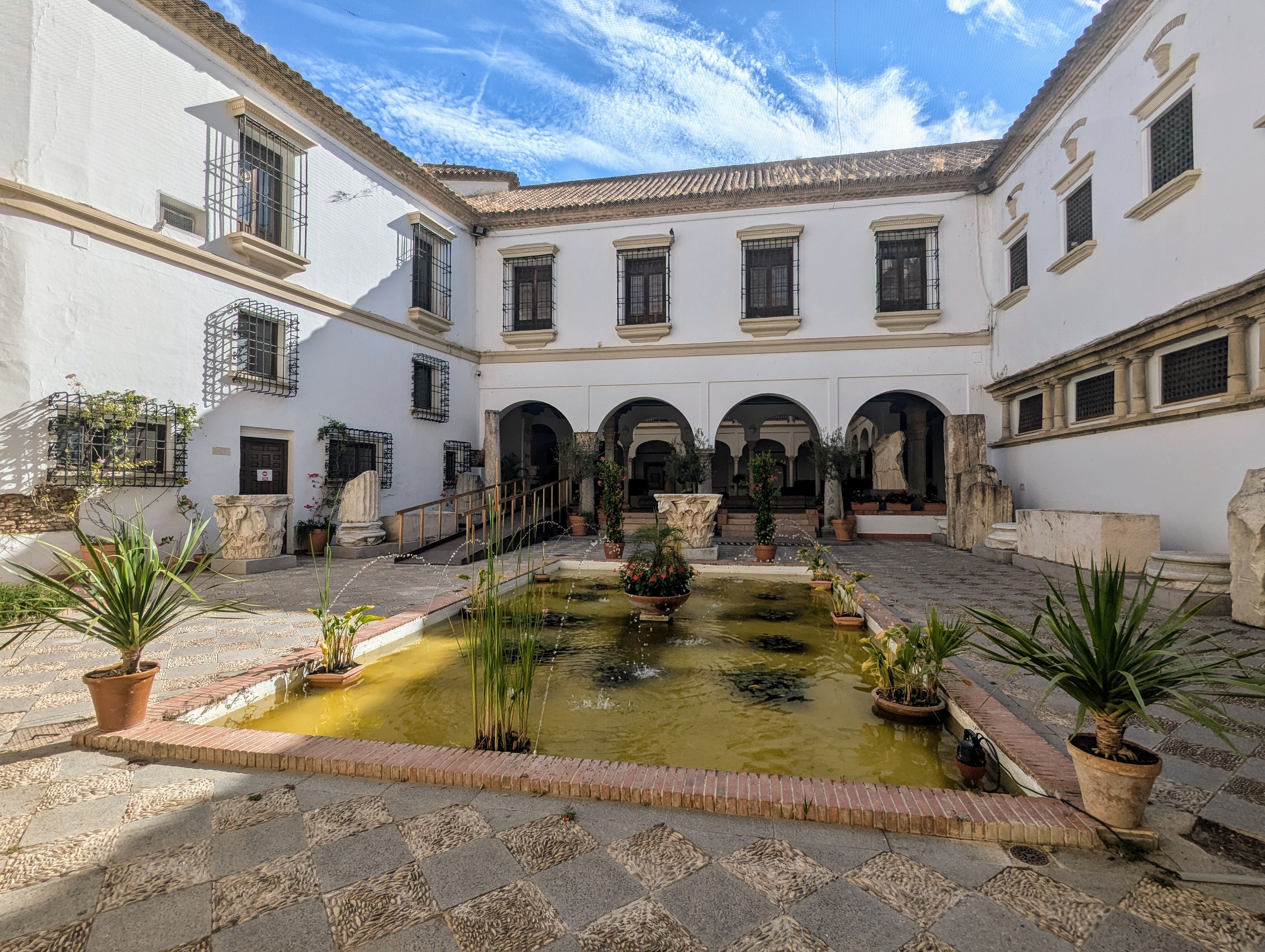
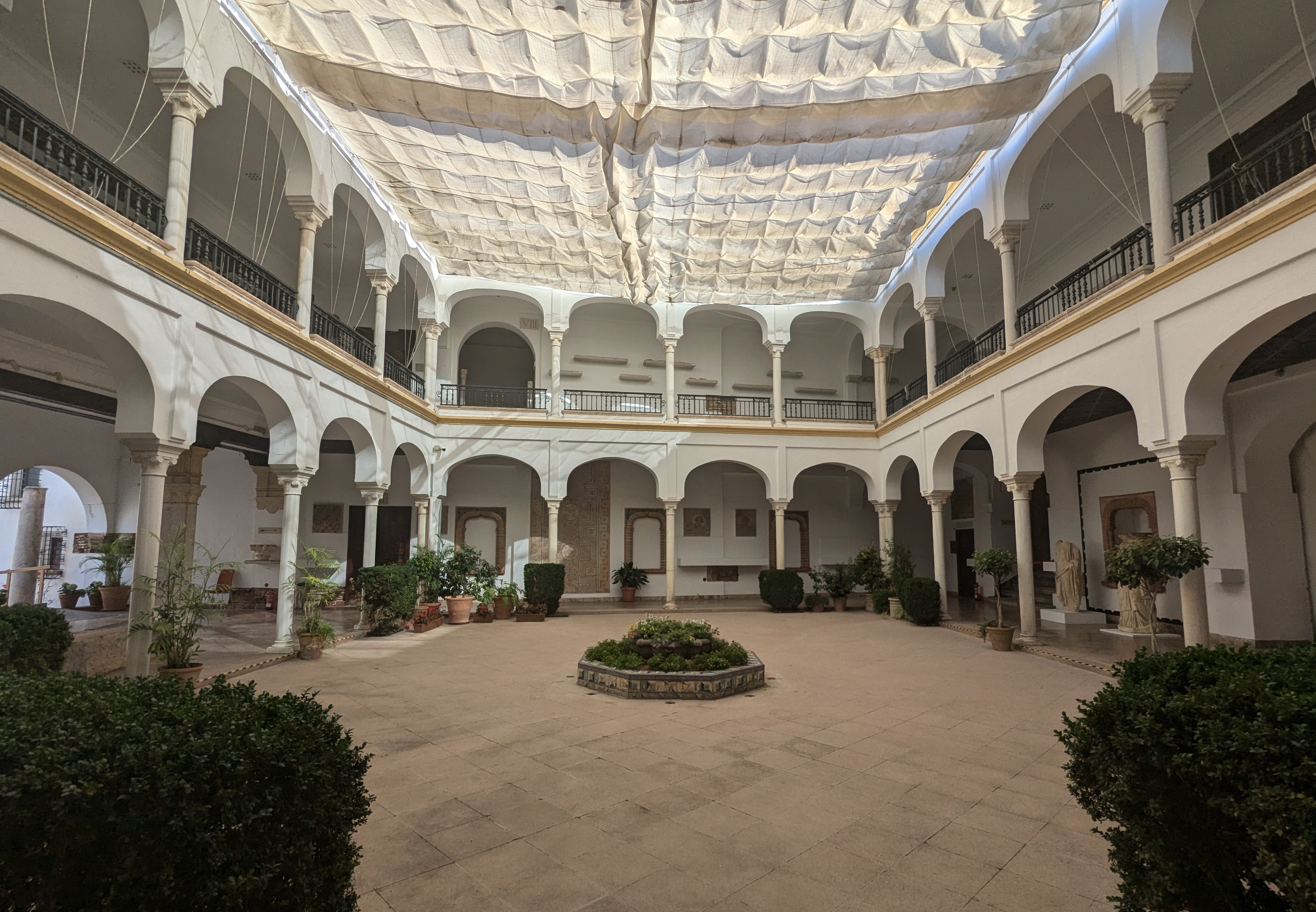